# Saxana und die Reise ins Märchenland
Saxana und die Reise ins Märchenland (Originaltitel: Saxána a Lexikon kouzel) ist ein tschechischer Fantasy-Film aus dem Jahr 2011. Er ist die Fortsetzung des Filmes Das Mädchen auf dem Besenstiel (1972). Die Regie führte erneut Václav Vorlíček.

## Handlung
Die junge Hexe Saxana verliebte sich einst in den bürgerlichen Honza Blaha und lebt seither mit ihm und der gemeinsamen Tochter ein glückliches Leben in der normalen Menschenwelt in der Stadt Prag. Doch eines Tages da entdeckt die 9-jährige Tochter auf dem Dachboden ihres Hauses das alte, verstaubte und längst vergessene Zauberlexikon ihrer Mutter und öffnet es. Die Drittklässlerin erscheint damit prompt in einer magischen Welt voller Fabelwesen, in der Hexen, Zwerge, Zauberer, Drachen und ein ziemlich fieser Comic-Bösewicht sowie auch eine alte, schrullige Tante ihr Unwesen treiben. Saxana und Honza machen sich auf die Suche nach ihrer Tochter und können sie auch finden, doch der Weg zurück in die normale Welt birgt noch so einige Abenteuer, welche die Familie bestehen muss...

## Hintergrund
Der Film ist eine Fortsetzung des Märchens Das Mädchen auf dem Besenstiel aus dem Jahr 1972. Der Regisseur Václav Vorlíček kündigte erstmals Mitte der 2000er-Jahre an, dass eine Fortsetzung geplant sei und er dabei wieder die Regie führt.
Der Film erlebte am 15. September 2011 seine Kinopremiere in Tschechien. Am 2. Oktober 2013 erschien der Film auf DVD. In Deutschland wurde der Film erstmals am 14. Oktober 2018 auf dem Disney Channel ausgestrahlt.

## Kritiken
- Cinema urteilte: Von dem mysteriösen Charme des 1972 erschienenen Originals sei nicht mehr viel übrig geblieben.[6]

- Laut Filmdienst „eine Mischung aus Real-und-Animationsfilm mit mäßigen Effekten etwas gewöhnungsbedürftig, aber eine insgesamt einfallsreiche und witzige Unterhaltung vor allem für Kinder“.[7]